# Parsifal
Parsifal (WWV 111) ist das letzte musikdramatische Werk von Richard Wagner. Wagner selbst bezeichnete das dreiaktige Stück als ein Bühnenweihfestspiel und verfügte, dass es ausschließlich im Bayreuther Festspielhaus aufgeführt werden sollte. Die Namen einiger der Hauptfiguren (z. T. bewusst in anderer Schreibweise) sowie einige Handlungselemente sind dem Versroman Parzival des mittelhochdeutschen Dichters Wolfram von Eschenbach entlehnt, mit dessen Haupthandlung das Bühnenweihfestspiel aber nichts zu tun hat.

## Intention Wagners
Wagners Parsifal enthält religiöse Elemente wie weihevolle Musik, Monstranzenthüllung (Gral), Taufe und christliches Abendmahlsritual. Bereits in seinen Züricher Kunstschriften (Das Kunstwerk der Zukunft, Oper und Drama) entwickelte er die Idee, den Kern des Religiösen durch Kunst zu verdeutlichen. In Religion und Kunst schreibt er zusammenfassend:

„Man könnte sagen, dass da, wo die Religion künstlich wird, der Kunst es vorbehalten sei, den Kern der Religion zu retten, indem sie die mythischen Symbole, welche sie im eigentlichen Sinne als wahr geglaubt wissen will, ihrem sinnbildlichen Werte nach erfasst, um durch ideale Darstellung derselben die in ihnen verborgene tiefe Wahrheit erkennen zu lassen.“

Wagner erklärte, dass er zur Transformierung seiner gleichnishaften Botschaft, Erlösung und Regeneration der Menschheit durch Mitleid – dargestellt durch den suchenden Parsifal und den leidenden Amfortas –, eine Kunstform gewählt habe, die mit religiöser Symbolik eine „entrückende Wirkung auf das Gemüt“ ausüben solle.

## Entstehungsgeschichte
Wagner beschäftigte sich schon 1845 in Marienbad, als er Lohengrin entwarf und die erste Idee für Die Meistersinger von Nürnberg niederschrieb, mit dem Stoff der Sage. Die erste Skizze mit dem Titel „Parzival“ entstand indessen erst 1857 in Zürich. 1865 bat König Ludwig II. von Bayern, der Wagner seit 1864 finanziell unterstützte, den Parzival-Plan auszuführen. Daraufhin entstand der erste Prosaentwurf des Werks. Nachdem die ersten Bayreuther Festspiele mit der Aufführung des Rings des Nibelungen beendet waren, begann Wagner auf Bitten seiner Frau Cosima – die in ihren Tagebüchern den gesamten Entstehungsprozess detailliert festgehalten hat – im Januar 1877 mit der Verwirklichung seiner alten Parzival-Pläne. Bald änderte Wagner die Schreibweise des Namens zu „Parsifal“, indem er sich auf die angeblich persischen Worte für „rein“ (= parsi) und „Tor“ (bzw. töricht = fal) bezog. Als im Herzen reiner Tor ist die Figur des Parsifal im Werk angelegt. Mit der Komposition begann Wagner im September 1877. Im April 1879 waren die Orchesterskizzen für alle drei Akte fertig. Im Februar 1880 beabsichtigte Wagner in die USA auszuwandern, nachdem er ein finanzielles Desaster seiner Ring-Aufführung bei den ersten Festspielen 1876 im Bayreuther Festspielhaus erlebt hatte. Er besprach mit seinem befreundeten Zahnarzt Newell Sill Jenkins seine Auswanderungspläne und formulierte in einem dreiseitigen Brief auch die Bedingungen, die seine Existenz jenseits des Ozeans absichern und den Amerikanern den Parsifal bringen sollten. Dank Jenkins’ Überredungskünsten setzte Wagner seine Pläne nicht um. Es dauerte noch bis Januar 1882, bis das Werk (während eines längeren Aufenthaltes in Palermo) vollständig komponiert und die Partitur vollendet war. Im November 1880 erklang erstmals das Orchester-Vorspiel des ersten Aufzugs in einer Privataufführung für König Ludwig II. von Bayern in München. Die Verlagsrechte verkaufte Wagner zu einem damals hohen Preis von 100.000 Mark an die Nachfolger seines Verlegers und Freunds Franz Schott in Mainz, die somit die zweiten Festspiele mitfinanzierten. Für den Bau des Gralsglockenklaviers beauftragte Wagner die Klaviermanufaktur Steingraeber in Bayreuth.

## Vorlage
Einige der Figuren, insbesondere Titurel, Amfortas, Klingsor und Parsifal, gehen auf das Anfang des 13. Jahrhunderts entstandene Versepos Parzival zurück, das im 8. Jahrhundert spielt. Die eigentliche Handlung basiert aber nur lose auf dem Versepos und ist in vielen Details Wagners eigene Schöpfung. Insbesondere die Figur der Kundry als zugleich Zauberweib und Büßerin, aber auch die Schreibweise Parsifal (und die wissenschaftlich nicht haltbare Etymologie, die Parsifal mit dem Fal Parsi, dem reinen Toren, gleichsetzt) sind eigene Interpretationen bzw. Schöpfungen Wagners. Neben christlichen Reliquien Gral und Heiliger Speer finden sich auch buddhistische Ideen und insbesondere die Idee der Reinkarnation, die dem Parzival-Epos völlig fremd sind.

## Handlung

### Vorgeschichte
König Titurel, von Gott zum Hüter der Reliquien Gral und Heiliger Speer bestimmt, hatte den Gralstempel errichtet. Der Gral diente als Trinkbecher beim letzten Abendmahl und fing das Blut Christi am Kreuz auf. Mit dem Speer wurde Jesus am Kreuz die Seitenwunde beigebracht. Titurel versammelte Ritter um sich, die, von den Reliquien gestärkt, in die Welt zogen, um für das Gute zu kämpfen. Auch Klingsor bemühte sich, der Gralsgemeinschaft anzugehören, wird jedoch wegen seiner Unkeuschheit abgelehnt. Deshalb entmannt er sich selbst, wird nun aber erst recht abgelehnt. Daraufhin schafft er sich in der Wüste ein Gegenreich: einen Zaubergarten mit verführerischen Frauen. Zu diesen Frauen gehört auch Kundry, eine Reinkarnation einer der Frauen, die Jesus auf seinem Kreuzweg verspottet hatten und die dafür von diesem verflucht worden war, für immer unerlöst die Welt zu durchstreifen.
Nachdem Klingsor mittels seines Zaubergartens mehrere Ritter verführt und so der Gralsgemeinschaft abspenstig gemacht hat, beschließt Titurels Sohn Amfortas, zugleich dessen Nachfolger als Gralskönig, mit dem heiligen Speer bewaffnet gegen Klingsor in den Kampf zu ziehen. Er unterliegt jedoch Kundrys Verführungskünsten und verliert so den Speer an Klingsor, der ihm mit dem (vergifteten) Speer eine Wunde schlägt, an welcher er seitdem entsetzlich leidet, denn die Wunde schließt sich nicht mehr: Mit jeder neuen Enthüllung des Grals, wodurch die gesamte Ritterschaft genährt wird, bricht sie von neuem auf. Eine Prophezeiung verspricht Amfortas, dass ein durch Mitleid wissender reiner Tor ihn einst von seinen Qualen erlösen wird. Kundry, die ihre Taten in Klingsors Dienst bereut, stellt sich in den Dienst der Gralsritter, um für ihre Schuld zu büßen.

### I. Aufzug, Waldlichtung und Gralsburg

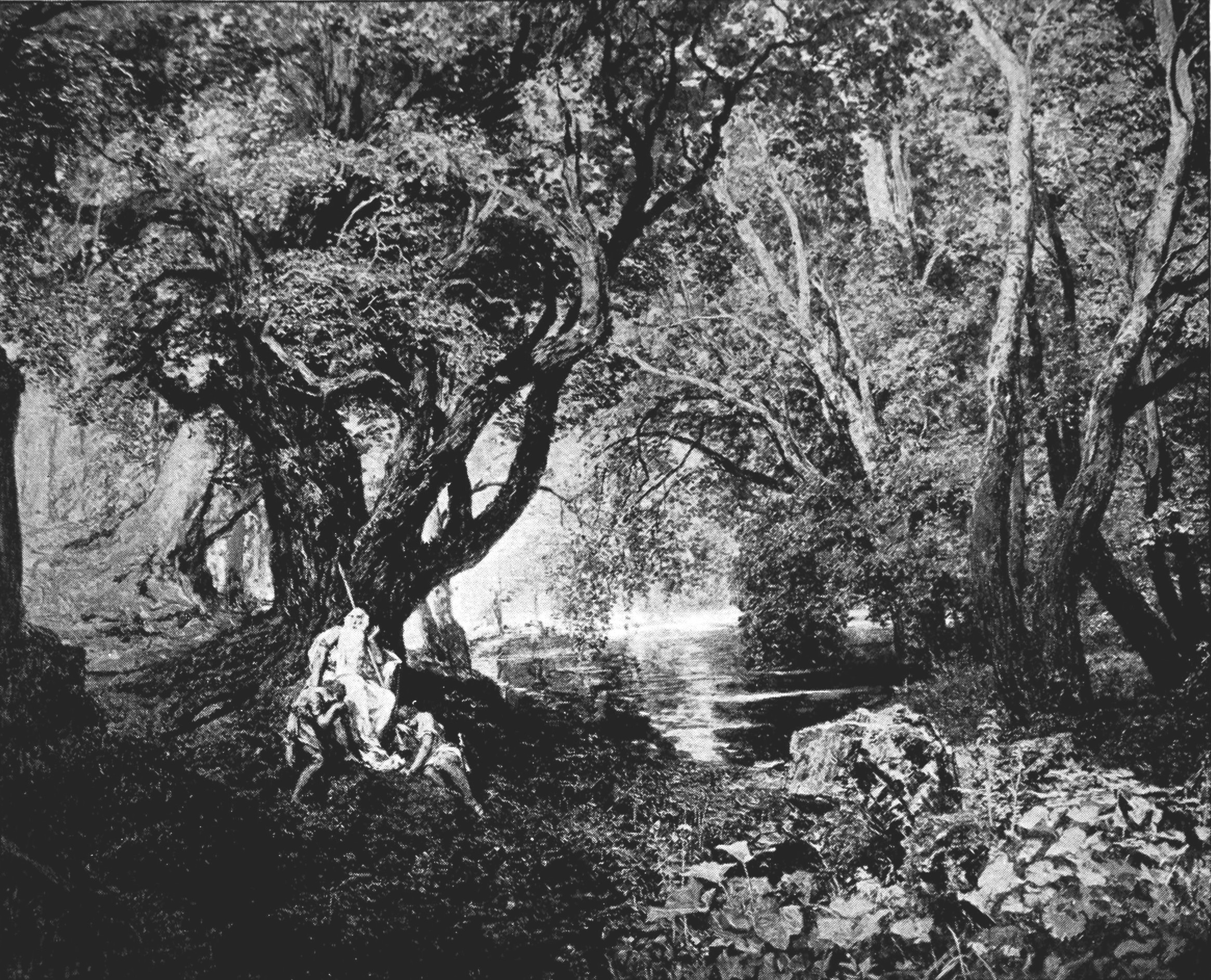
Erstes Bild des I. Akts in der Aufführung an der Metropolitan Opera, New York, 1903

Auf einer Waldlichtung nahe der Gralsburg weckt Ritter Gurnemanz einige Knappen. Er fordert sie auf, zu beten und das Morgenbad für den dahinsiechenden jungen Gralskönig Amfortas vorzubereiten. Kundry, die geheimnisvoll wilde Helferin der Gralsritter, kommt eilig herbeigeritten. Mit letzter Kraft überreicht sie Balsam für den König. Halb verzweifelt, halb spöttisch bemerkt sie, es werde genauso wenig helfen wie das Heilkraut, das Ritter Gawan bereits gebracht hat. Kundry wird von den Knappen als „Heidin“ und „Zauberweib“ verhöhnt. Nur Gurnemanz nimmt sie in Schutz, als die Knappen spottend fordern, Kundry solle losziehen, um den verloren gegangenen heiligen Speer zurückzuholen. Jetzt erzählt Gurnemanz, dass nach einer Prophezeiung nur ein „durch Mitleid wissender“ reiner Tor den Speer zurückgewinnen und Amfortas damit heilen könne. Denn die Wunde schließe nur derjenige Speer, der sie geschlagen habe.
Die Szene wird durch Lärm vom nahen See gestört. Die Ritter haben einen Knaben gefangen, der mit Pfeil und Bogen einen heiligen Schwan getötet hat. Es ist Parsifal, der Sohn der Herzeleide und des vor seiner Geburt im Kampf gefallenen Ritters Gamuret. Der Knabe wuchs unter alleiniger Obhut seiner Mutter im Wald ohne jeglichen Kontakt zur Außenwelt auf. Er selbst kennt weder seinen Namen, noch weiß er, woher er kommt und wer sein Vater ist. Kundry kennt seine Geschichte und erzählt vom Tod seiner Mutter. Gurnemanz hofft, in ihm den in der Vision des Amfortas angekündigten „reinen Toren“ gefunden zu haben, und nimmt ihn mit zur Gralsburg, während Kundry in einen hypnotischen Schlaf fällt.
In der Gralsburg wird Parsifal stummer Zeuge, wie sich die Ritter mit Amfortas um dessen im Grab lebenden Vater Titurel zur Enthüllung des Grals versammeln. Amfortas beklagt seine Schmerzen, die der Anblick des Grals nur kurz lindern kann. Titurel und die Ritter fordern ihn auf, den Gral zu enthüllen. Der Kelch mit dem Blut Christi leuchtet in einem magischen Lichtschein. Die Ritter nehmen daraufhin das Mahl, Brot und Wein, und verlassen danach gestärkt den Tempel. Parsifal ist nicht fähig, zu all dem, was er sah, etwas zu sagen, und wird von Gurnemanz, der glaubt, sich in ihm getäuscht zu haben, vor die Tür gesetzt. Eine Stimme aus der Höhe wiederholt mit den letzten Klängen der Gralsglocken die Worte der Prophezeiung: „Durch Mitleid wissend, der reine Tor.“

### II. Aufzug, Klingsors Zaubergarten

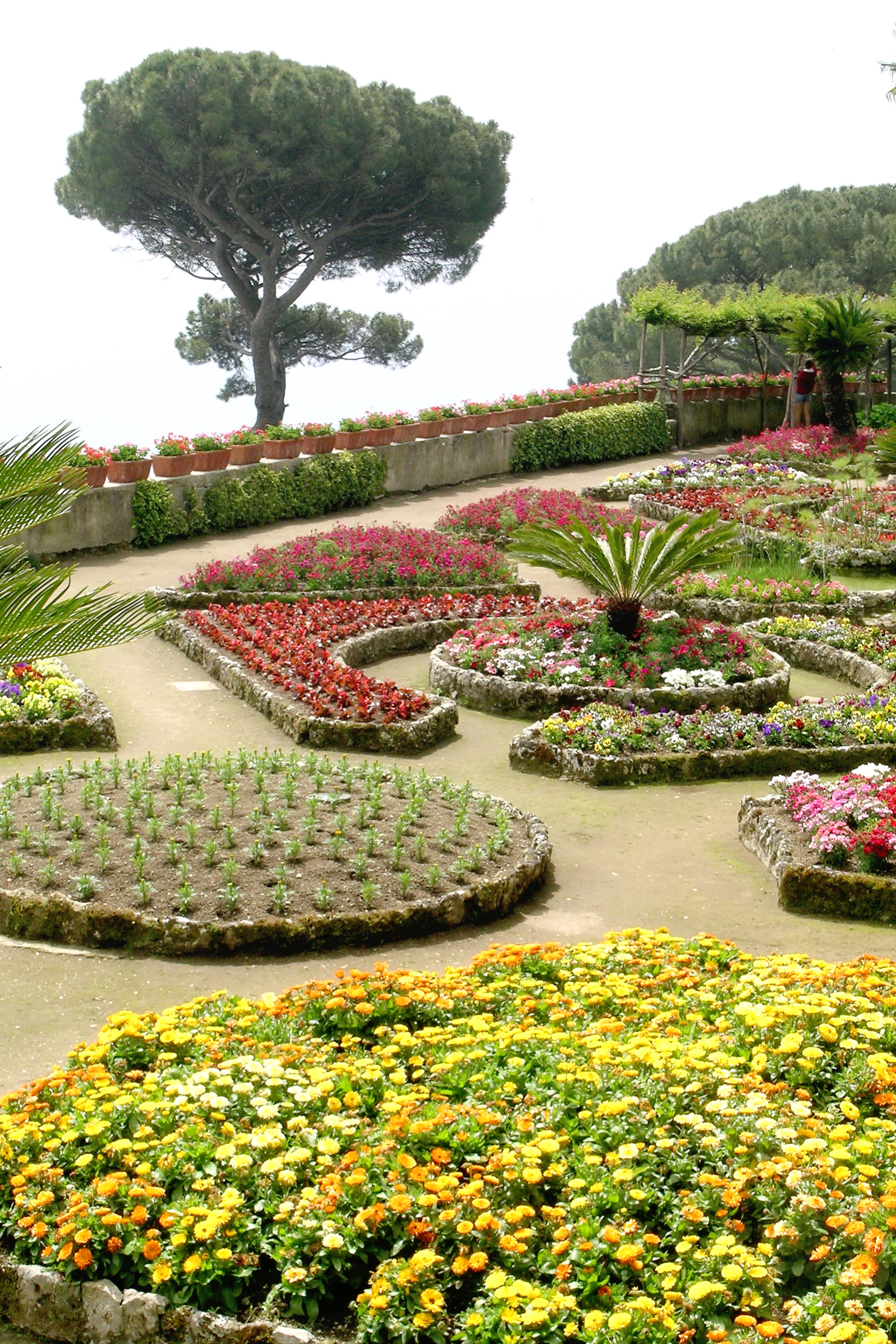
Garten der Villa Rufolo, der Richard Wagner für das Zaubergarten-Bühnenbild inspiriert hat.

Der zweite Akt spielt in Klingsors Zaubergarten. Klingsor, der aufgrund seiner Impotenz gegenüber Kundrys Reizen immun ist, hat es wieder geschafft, Kontrolle über Kundry zu gewinnen, muss sich aber dafür von ihr verspotten lassen. Klingsor beobachtet in seinem Zauberspiegel Parsifal, der sich seiner Burg und dem Zaubergarten nähert, und fordert Kundry auf, ihn zu verführen.
Parsifal wird, als er den Zaubergarten betritt, zunächst von einigen verführten Gralsrittern angegriffen, die er aber im Kampf erschlägt. Klingsors Blumenmädchen beklagen den Tod ihrer Geliebten und fordern Parsifal auf, mit ihnen zu spielen. Parsifal ist zwar von den Blumenmädchen zunächst fasziniert, beschließt dann aber, ihren Verlockungen zu entfliehen. In diesem Moment ruft Kundry ihn bei seinem Namen. Gebannt lauscht der Knabe ihrer Erzählung vom traurigen Schicksal seiner Eltern. Parsifal ist zutiefst erschüttert. Tröstend, aber mit der Absicht, ihn in die Liebe einzuführen, schließt sie ihn in ihre Arme. Während eines langen Kusses erkennt Parsifal blitzartig die Ursache von Amfortas’ Qualen und seine eigene Bestimmung; er wird „welthellsichtig“. Er stößt Kundry zurück, die ihm daraufhin von ihrem Fluch berichtet und ihn anfleht, sie durch seine Liebe zu erlösen. Parsifal widersteht ihrem Werben und verspricht ihr Erlösung vom Fluch, wenn sie ihn zu Amfortas führt. Daraufhin verflucht Kundry ihn und seine Wege – nie soll er den Weg zurück zu Amfortas finden. Ihr Ausbruch von rasendem Lachen und Schreien ruft Klingsor herbei, der den heiligen Speer gegen Parsifal schleudert. Der Speer bleibt über Parsifals Haupte schweben. Er ergreift ihn und schlägt mit ihm das Kreuzeszeichen, woraufhin Klingsor und mit ihm der gesamte Zaubergarten der Zerstörung anheimfallen. Kundry blickt im Zusammensinken auf Parsifal, der ihr im Enteilen noch zuruft: „Du weißt, wo du mich wiederfinden kannst!“

### III. Aufzug, Waldlichtung und Gralsburg

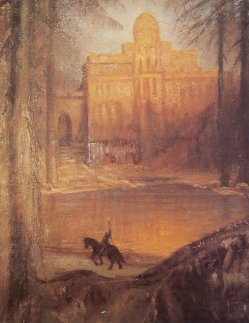
Parsifal von Hermann Hendrich

Das Orchestervorspiel beschreibt den Versuch Parsifals, zur Gralsburg zurückzufinden, wobei er aber durch Kundrys Fluch jahrelange Irrfahrten erlebt.
Viele Jahre sind vergangen. Amfortas, der nur noch sterben will, hat sich seit den Ereignissen des I. Aufzuges geweigert, den Gral zu enthüllen. Die Gralsritter haben darüber ihre Kräfte verloren, und Titurel ist gestorben. Gurnemanz lebt nunmehr als Einsiedler im Wald. An einem Karfreitag findet er Kundry in tiefer Ohnmacht im Gestrüpp. Von ihm erweckt erscheint sie völlig gewandelt: sanft, hilfsbereit und schweigsam. Sie will von nun an nur noch dem Gral stumm dienen.
Da erscheint ein Ritter in schwarzer Rüstung. Gurnemanz heißt ihn, mit dem Hinweise auf den heiligen Tag, seine Waffen abzulegen. Nachdem der Ritter seine Waffen und die Rüstung abgelegt hat, erkennt Gurnemanz hocherfreut, dass er Parsifal mit dem heiligen Speer vor sich hat, der zur Gralsburg zurückgefunden hat. Er begrüßt ihn und erzählt vom Zerfall der Gralsgesellschaft. Parsifal bricht daraufhin in verzweifelten Selbstanklagen zusammen, Gurnemanz segnet ihn und salbt ihn zum neuen Gralskönig. Als sein „erstes Amt“ spendet er der heftig weinenden Kundry die Taufe. Staunend nehmen Parsifal und Gurnemanz die in der Vormittagssonne erstrahlende, miterlöste idyllische Natur wahr.
Gegen Mittag kündet Glockengeläut die anstehende Totenfeier für Titurel an, aus deren Anlass Amfortas an diesem Tag noch ein letztes Mal den Gral enthüllen will. Alle drei machen sich auf den Weg zur Gralsburg. Im Tempel hat sich die Gralsritterschaft, den Leichnam Titurels begleitend, versammelt. Amfortas klagt um seinen toten Vater, der durch seine Schuld, weil er den lebenspendenden Gral – zur Beschleunigung seines eigenen Ablebens – nicht mehr enthüllt habe, gestorben sei. Er verweigert erneut die vorgesehene Gralsenthüllung und erfleht verzweifelt seine Erlösung von den Qualen seiner unheilbaren Verwundung: die Ritter mögen ihn töten, dann werde ihnen von selbst der Gral leuchten. Da erscheint der von Gurnemanz und Kundry begleitete Parsifal und schließt endlich mit dem heiligen Speere jene Wunde, die Amfortas einst von Klingsor zugefügt worden war.
Als neuer Gralskönig enthüllt Parsifal endlich wieder den Gral, und aus der Höhe schwebt eine weiße Taube als Zeichen göttlicher Gnade auf ihn herab. Amfortas und Gurnemanz huldigen dem neuen Gralshüter; Kundry sinkt – endlich von ihrem Fluch erlöst – entseelt zu Boden.

## Musik

### Besetzung
Orchester: 3 Flöten (3. auch Piccolo), 3 Oboen, Englisch Horn, 3 Klarinetten in A und B, Bassklarinette in A und B, 3 Fagotte, Kontrafagott, 4 Hörner in F, 3 Trompeten in C, D, Es, E und F, 3 Posaunen, Basstuba, Pauken, 2 Harfen, Streicher.
hinter der Bühne: 6 Trompeten in F, 6 Posaunen, „sehr tiefe“ kleine Trommel, Donnermaschine, Glockenklavier

### Rezeption
Der französische Komponist Claude Debussy, der üblicherweise nicht mit Kritik an Wagners Musik sparte, blieb vielleicht bis heute der prominenteste Bewunderer der Musik des Parsifal. „Man hört da Orchesterklänge [schrieb er], die einmalig sind und ungeahnt, edel und voller Kraft. Das ist eines der schönsten Klangdenkmäler, die zum unvergänglichen Ruhm der Musik errichtet worden sind.“ Durchaus uneins war sich hingegen die spätere Rezeption, was den musikalischen Rang des Parsifal angeht. Während Wagners Tristan (1859) zusehends in die Position eines Schlüsselwerkes der anbrechenden musikalischen Moderne rückte, stand der Parsifal lange Zeit im Ruf eines altersmüden Spätwerks, das nicht mehr an die Kühnheit und Progressivität früherer Werke Wagners heranreiche. Zudem irritierte die vermeintliche Uneinheitlichkeit der Partitur, jene Melange disparatester musikalischer Erscheinungen, die vom fast cäcilianistisch anmutenden Neorenaissance-Stil mancher Passagen des ersten Aktes bis zu Momenten an der „Schwelle von Atonalität“ (Adorno, 1952) im zweiten Akt reicht. Noch Hans Mayers Wagner-Monographie von 1959 urteilt in diesem Sinne. Die Musik des Parsifal, so Mayer, arbeite „sehr stark mit bewährten Rezepten. […] Die Instrumentation ist durchaus meisterhaft und vermag auf weite Strecken eine gewisse Spärlichkeit der eigentlichen musikalischen Erfindung zu überspielen. […] Neben der gesuchten musikalischen Einfalt […] stehen höchste harmonische Kühnheiten. […] Aber die konventionelle Verklärung des Schlusses mit As-Dur und Des-Dur und As-Dur und rotglühendem Gral und chorus mysticus bleibt zu tragen peinlich.“ Erst in jüngeren Untersuchungen wird solcher Generalkritik dezidiert widersprochen, etwa in den Essays von Claus-Steffen Mahnkopf (1999) und Johannes Schild (2010), welche die Unzulänglichkeiten weniger in Wagners Musik als vielmehr in einem veralteten analytischen Instrumentarium erblicken. Schild verzichtet vor diesem Hintergrund gleich ganz auf die Kategorien traditioneller Harmonielehre und greift zur 2004 publizierten Analysemethode des ungarischen Dirigenten und Musiktheoretikers Albert Simon, mit deren Hilfe er versucht, die Parsifal-Partitur als durch Tonalität gestiftete künstlerische Einheit darzustellen.

## Die ersten Aufführungen

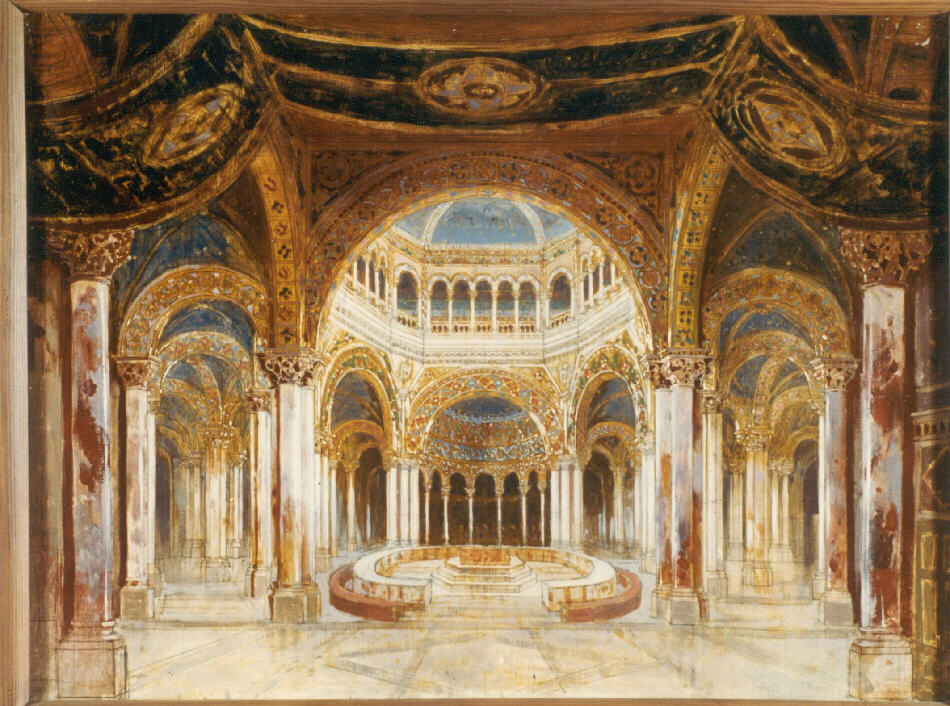
Der Gralstempel. Bühnenbild der Uraufführung

Die Uraufführung fand zu den zweiten Bayreuther Festspielen am 26. Juli 1882 statt und wurde von Hermann Levi dirigiert. Das Bühnenbild schuf Paul von Joukowsky, den Wagner auf seinen Italienreisen in Neapel kennengelernt hatte. Joukowsky gestaltete das Bühnenbild im mediterranen Stil: Der Gralstempel der Uraufführung erinnerte an den Dom zu Siena, Klingsors Zauberschloss war vom Garten der Villa Rufolo in Ravello beeinflusst. Insgesamt gab es bis Ende August 16 Aufführungen. In der letzten Vorstellung übernahm der Komponist selbst den Stab und dirigierte von der Verwandlungsmusik im III. Aufzug an bis zum Ende des Werks. Es war das einzige Mal, dass Wagner in seinem Festspielhaus eine öffentliche Aufführung leitete.
Die Reaktion des Publikums – darunter viele Künstler und Musiker – war durchweg positiv und entsprach der Intention Wagners, mit seinem Bühnenweihfestspiel einen Effekt der „Sammlung“ zu erzielen, in einer Gesinnungs-Gemeinschaft besinnlich reflektieren und meditieren zu können. Bei vielen traf er den Nerv.
Zum Eindruck der Uraufführung berichtet der Leipziger Theaterdirektor Angelo Neumann über einen Kommentar von einem anwesenden Herrn Förster während eines der Aufführung anschließenden Abendbrots. In dem freudig erregten Kreis bemerkte er: „Sie werden sehen, Wagner stirbt.“ Als Herr Neumann ihn fragte, wie er zu so einer Bemerkung kommt, erwiderte er: „Ein Mensch, der das geschaffen hat, was wir heute erlebt haben, kann nicht länger leben. Der ist fertig. Der muss bald sterben.“

## Zur Aufführungspraxis
Nach dem ausdrücklichen Willen Wagners und seiner Erben sollte der Parsifal ausschließlich in Bayreuth zur Aufführung kommen. Zahlreiche konzertante (Teil)-Aufführungen, so am 1. August 1887 in der Alberthalle des Leipziger Krystallpalasts, machten die Musik des Parsifal schnell bekannt. Kurz nach dem Tod des Komponisten wurde von seiner Witwe Cosima eine Sonderaufführung in München für König Ludwig II. gestattet. Die erste szenische Aufführung des Parsifal außerhalb Bayreuths führte Heinrich Conried am 24. Dezember 1903 ohne Genehmigung Cosima Wagners an der Metropolitan Opera in New York durch. Dies verärgerte Cosima derart, dass der Dirigent der Aufführung, Alfred Hertz, künftig von allen deutschen Bühnen verbannt war. Mitwirkende der Aufführung wurden erst nach Jahren wieder für Bayreuth engagiert.
Als 1913 der Urheberrechtsschutz für das Werk auslief, bemühte sich Cosima Wagner nachdrücklich, diese Frist um mindestens 20 Jahre verlängern zu lassen. Nachdem sich diese Anstrengungen als aussichtslos erwiesen hatten, richtete sie eine Petition an den Reichstag, zumindest das ausschließliche Aufführungsrecht für Bayreuth zu sichern. Der Reichstag jedoch lehnte diese als „Lex Cosima“ bespöttelte Sondergesetzgebung ab. Zumindest vordergründig wegen dieses „Parsifal-Raubes“ fanden in diesem Jahr – ausgerechnet in einem Wagner-Jahr – keine Festspiele in Bayreuth statt. Weil nach Schweizer Recht die Schutzfrist bereits im April 1913 endete, wurde das Werk schon in diesem Monat im Opernhaus Zürich gegeben. Pünktlich zum Ablauf der Schutzfrist begann die erste Aufführung am 1. Januar 1914, 0.00 Uhr, im Opernhaus von Barcelona. Zahlreiche Theater in Deutschland brachten das Werk noch 1914 auf die Bühne.
Lange Jahre war es üblich, nach Aufführungen des Parsifal wegen des „religiösen“ Charakters überhaupt nicht zu klatschen. Oft verzichtet das Publikum noch nach dem ersten Akt (Abendmahlszene) darauf. Wagner selbst hatte nichts gegen Beifall bei Parsifalaufführungen. Er wurde aber selbst, als er seinen „Blumenmädchen“ im zweiten Akt in die Musik hinein Beifall klatschte, ausgezischt.
Traditionsgemäß wird Parsifal gern in der Osterzeit gegeben (der dritte Akt spielt an einem Karfreitag). So wird das Stück in der Wiener Staatsoper jährlich am Gründonnerstag gegeben. Zuweilen finden Aufführungen am Karfreitag statt, was wegen des ernsten Charakters des Werks in einigen deutschen Bundesländern erlaubt ist (Feiertagsgesetze). Die Parsifal-Produktion Hans Schülers von 1957 am Nationaltheater Mannheim, die bis heute jedes Jahr zumindest am Karfreitag aufgeführt wird, gilt als älteste noch gespielte Operninszenierung im deutschsprachigen Raum. Am 14. April 2017, dem 60. Jahrestag der Premiere, gab es die 137. Vorstellung dieser Inszenierung.

## Spieldauer (am Beispiel der Bayreuther Festspiele)
Bei den Bayreuther Festspielen war es üblich, die Länge der einzelnen Aufzüge zu dokumentieren, jedoch wurden dort nicht alle Jahre erfasst. Einfluss auf die Dauer hatten die Art der Stimme und das Temperament der Sänger. Die hier genannten Zeiten umfassen nur Aufführungen, für die alle drei Akte dokumentiert wurden.
| Parsifal       | 1. Akt      | 1. Akt           | 2. Akt      | 2. Akt           | 3. Akt      | 3. Akt           | Gesamtdauer | Gesamtdauer      |
| -------------- | ----------- | ---------------- | ----------- | ---------------- | ----------- | ---------------- | ----------- | ---------------- |
| Parsifal       | Std.        | Dirigent         | Std.        | Dirigent         | Std.        | Dirigent         | Std.        | Dirigent         |
| Kürzeste Dauer | 1:33        | Hans Zender      | 0:56        | Clemens Krauss   | 1:05        | Pierre Boulez    | 3:38        | Pierre Boulez    |
| Längste Dauer  | 2:06        | Arturo Toscanini | 1:12        | Arturo Toscanini | 1:30        | Arturo Toscanini | 4:48        | Arturo Toscanini |
| Spannweite *   | 0:33 (35 %) | 0:33 (35 %)      | 0:16 (29 %) | 0:16 (29 %)      | 0:25 (38 %) | 0:25 (38 %)      | 1:10 (32 %) | 1:10 (32 %)      |

* Prozentangaben beziehen sich auf die kürzeste Dauer.
| Jahr        | Dirigent            | 1. Akt | 2. Akt | 3. Akt | Gesamtdauer |
| ----------- | ------------------- | ------ | ------ | ------ | ----------- |
| 1882        | Hermann Levi        | 1:47   | 1:02   | 1:15   | 4:04        |
| 1882        | Franz Fischer       | 1:50   | 1:10   | 1:23   | 4:23        |
| 1888        | Felix Mottl         | 1:46   | 1:07   | 1:22   | 4:15        |
| 1888        | Felix Mottl         | 1:50   | 1:05   | 1:19   | 4:14        |
| (undatiert) | Felix Mottl         | 1:55   | 1:08   | 1:26   | 4:29        |
| 1897        | Anton Seidl         | 1:48   | 1:04   | 1:27   | 4:19        |
| 1901        | Karl Muck           | 1:56   | 1:07   | 1:23   | 4:26        |
| 1904        | Michael Balling     | 1:46   | 1:03   | 1:19   | 4:08        |
| 1906        | Franz Beidler       | 1:48   | 1:05   | 1:18   | 4:11        |
| 1909        | Siegfried Wagner    | 1:49   | 1:09   | 1:25   | 4:23        |
| 1924        | Willibald Kaehler   | 1:59   | 1:08   | 1:22   | 4:29        |
| 1931        | Arturo Toscanini    | 2:06   | 1:12   | 1:30   | 4:48        |
| 1933        | Richard Strauss     | 1:46   | 1:04   | 1:18   | 4:08        |
| (undatiert) | Richard Strauss     | 1:45   | 1:00   | 1:11   | 3:56        |
| 1934        | Franz von Hoeßlin   | 1:44   | 1:05   | 1:18   | 4:07        |
| 1936        | Wilhelm Furtwängler | 1:52   | 1:03   | 1:17   | 4:12        |
| 1951        | Hans Knappertsbusch | 1:56   | 1:10   | 1:21   | 4:27        |
| 1953        | Clemens Krauss      | 1:39   | 0:56   | 1:09   | 3:44        |
| 1957        | André Cluytens      | 1:56   | 1:11   | 1:18   | 4:25        |
| 1958        | Hans Knappertsbusch | 1:46   | 1:09   | 1:13   | 4:08        |
| 1965        | André Cluytens      | 1:53   | 1:05   | 1:11   | 4:09        |
| 1966        | Pierre Boulez       | 1:38   | 1:01   | 1:10   | 3:49        |
| 1967        | Pierre Boulez       | 1:35   | 0:58   | 1:05   | 3:38        |
| 1969        | Horst Stein         | 1:44   | 1:05   | 1:10   | 3:59        |
| 1970        | Pierre Boulez       | 1:34   | 0:59   | 1:06   | 3:39        |
| 1973        | Eugen Jochum        | 1:38   | 1:00   | 1:08   | 3:46        |
| 1975        | Horst Stein         | 1:38   | 1:03   | 1:08   | 3:49        |
| 1975        | Hans Zender         | 1:33   | 1:01   | 1:08   | 3:42        |

| Dirigent       | Dauer (Min.)  |
| -------------- | ------------- |
| Hermann Levi   | 12            |
| Hermann Levi   | 13,5          |
| Franz Fischer  | 13            |
| Franz Fischer  | 14            |
| Felix Mottl    | 16            |
| Anton Seidl    | 14            |
| Anton Seidl    | 16            |
| Karl Muck      | 14,5          |
| Karl Muck      | 15,5          |
| Richard Wagner | 13 (1878)*    |
| Richard Wagner | 14,5 (1880)** |

* Uraufführung am 25. Dezember 1878 in Bayreuth
** Separat-Aufführung für Ludwig II. am 11. November 1880 in München

## Reflexionen

### Friedrich Nietzsche
Die Hinwendung Wagners zur Mitleidsethik des Christentums, zum Religiösen an sich, wie sie im Parsifal zum Ausdruck kommt, war einer der wesentlichen Gründe für die zunehmende Entfremdung und schließlich für den Bruch zwischen Friedrich Nietzsche und Wagner. Nietzsche schilderte dies später in einem Brief an Lou Andreas-Salomé:

„Die letzten geschriebenen Worte Wagners an mich stehen in einem schönen Widmungs-Exemplar des Parsifal „Meinem theuren Freunde Friedrich Nietzsche. Richard Wagner, Ober-Kirchenrath.“ Genau zu gleicher Zeit traf, von mir gesendet, bei ihm mein Buch „Menschliches Allzumenschliches“ ein – und damit war Alles „klar“, aber auch Alles zu Ende.“

Als Nietzsche Anfang 1887 in Monte Carlo zum ersten Male das Vorspiel zu Parsifal hörte, da bekannte der Verfasser des Antichrist und Pfarrerssohn, dass nichts Vergleichbares das „tiefe“ Christentum ausdrücken und zum Mitgefühl anregen würde; ein unbeschreiblicher Ausdruck von Größe und Mitleiden sei diese Musik. „Hat Wagner je etwas besser gemacht?“ fragte er in einem Brief an seinen „Assistenten“ Peter Gast (Heinrich Köselitz) und versuchte, das Gehörte zu beschreiben:

„[…] ein außerordentliches Gefühl, Erlebnis und Ereignis der Seele im Grunde der Musik, das Wagner die höchste Ehre macht, eine Synthesis von Zuständen, die vielen Menschen, auch „höheren Menschen“, als unvereinbar gelten werden, von richtender Strenge, von „Höhe“ im erschreckenden Sinne des Wortes, von einem Mitwissen und Durchschauen, das eine Seele wie mit Messern durchschneidet – und von Mitleiden mit dem, was da geschaut und gerichtet wird.“

### Gustav Mahler
Der 23-jährige Gustav Mahler schrieb nach seinem Besuch der Bayreuther Aufführung des „Parsifal“ im Juli 1883 tief bewegt an seinen Freund Fritz Löhr: „Als ich, keines Wortes fähig, aus dem Festspielhaus hinaustrat, da wusste ich, dass mir das Größte, Schmerzlichste aufgegangen war und dass ich es unentweiht mit mir durch mein Leben tragen werde“.

### Mark Twain
Der Schriftsteller Mark Twain, der beim Besuch der Festspiele in Bayreuth am 1. August 1891 Parsifal hörte, äußerte sich: „Aber gleich danach [nach der Ouvertüre] kam natürlich der Gesang, und es scheint mir, dass nichts eine Wagner-Oper besser machen könnte, als das Weglassen der Gesangsstimmen.“

### Hans Knappertsbusch
Hans Knappertsbusch, einer der berühmtesten Dirigenten des Parsifal in den 1950er und 1960er Jahren, war von der Unverzichtbarkeit religiöser Symbole wie dem Erscheinen der Taube am Ende des Werks überzeugt. Als Wieland Wagner ebendieses Symbol aus seiner Inszenierung entfernen wollte, weigerte sich Knappertsbusch zu dirigieren. Wieland behielt also die Taube bei, ließ sie aber nur so weit aus dem Schnürboden der Bayreuther Bühne herunterkommen, dass der Dirigent sie vom Pult steil nach oben blickend sehen konnte, während sie für das Publikum unsichtbar blieb. Der Legende nach ging Knappertsbusch später zu Wieland Wagner und legte ihm wortlos ein Stück Bindfaden auf den Schreibtisch.

### Adolf Hitler
Adolf Hitler, der schon seit seiner Jugendzeit in Linz und Wien ein glühender Verehrer Wagners war, bezeichnete den Parsifal als die Schlüsseloper par excellence, wohingegen Alfred Rosenberg „den Parsifal aus dem Repertoire streichen“ lassen wollte, weil das „christliche Mitleidspathos nicht zur […] nationalsozialistischen Lehre passe“. Ab 1934 nahm Hitler per Verfügung Einfluss auf die Bayreuther Parsifal-Inszenierung. Er steuerte mit seinem ehemaligen Maleridol Alfred Roller aus Wien Ideen zum Bühnenbild bei und wollte eine der nationalsozialistischen Ideologie folgende „Entrümpelung“, weg von einem christlich grundierten Weihecharakter.

### Thomas Mann
Thomas Mann, der sich immer wieder mit dem „Phänomen Wagner“ auseinandersetzte, ihm nach eigenen Worten Kunstglück und Kunsterkenntnis verdankte und ihn lange Zeit über all sein künstlerisches Denken und Tun stellte und ehrlich genug war, seine Liebe zu Wagner als „Liebe ohne Glauben“ zu bezeichnen, meinte, das Werk sei in „seiner frommen Verderbtheit und ungeheuerlichen Schmerzensausdruckskraft sicher das Merkwürdigste, was es gibt“. In einem Brief an seinen Schriftstellerkollegen Ludwig Ewers schrieb er am 23. August 1909 nach einer Parsifalaufführung:

„Obgleich ich recht skeptisch hinging und das Gefühl hatte, nach Lourdes oder zu einer Wahrsagerin oder an sonst einen Ort suggestiven Schwindels zu pilgern, war ich schließlich tief erschüttert. Gewisse Stellen namentlich im III. Akt, die Karfreitagsmusik, die Taufe, Salbung, dann aber auch das unvergessliche Schlussbild – sind bedeutend und durchaus unwiderstehlich […] Eine so furchtbare Ausdruckskraft gibt es wohl in allen Künsten nicht wieder. Die Akzente der Zerknirschung und Qual, an denen Wagner sein ganzes Leben lang geübt hat, kommen erst hier zu ihrer endgültigen Intensität.“

## Bedeutende Einspielungen
- Vorspiel zum 1. Akt / Verwandlungsmusik 1. und 3. Akt / Karfreitagszauber – Berliner Philharmoniker – Alfred Hertz (1913).
- Verwandlungsmusik und Gralsszene 1. Akt / Blumenmädchenszene, 2. Akt  / So ward es uns verhießen, 3. Akt – Gurnemanz: Alexander Kipnis – Parsifal: Fritz Wolff – Blumenmädchen: Ingeborg Holmgren, Anny Helm, Minnie Ruske-Leopold, Hilde Sinnek, Maria Nežádal, Charlotte Müller – Orchester der Bayreuther Festspiele – Karl Muck (1. und 2. Akt), Siegfried Wagner (3. Akt) (1927).
- 3. Akt –  Amfortas: Cornelis Bronsgeest – Gurnemanz: Ludwig Hofmann – Parsifal: Gotthelf Pistor – Chor und Orchester der Staatsoper Berlin – Karl Muck (1928).[23]
- Amfortas: George London – Titurel: Arnold van Mill – Gurnemanz: Ludwig Weber – Parsifal: Wolfgang Windgassen – Klingsor: Hermann Uhde – Kundry: Martha Mödl – Chor und Orchester der Bayreuther Festspiele – Hans Knappertsbusch (1951). *ADD
- Amfortas: George London – Titurel: Martti Talvela – Gurnemanz: Hans Hotter – Parsifal: Jess Thomas – Klingsor: Gustav Neidlinger – Kundry: Irene Dalis – Chor und Orchester der Bayreuther Festspiele – Hans Knappertsbusch (1962)
- Amfortas: Thomas Stewart – Titurel: Heinz Hagenau – Gurnemanz: Hans Hotter – Parsifal: Jon Vickers – Klingsor: Gustav Neidlinger – Kundry: Barbro Ericson – Chor und Orchester der Bayreuther Festspiele – Hans Knappertsbusch (1964)
- Amfortas: Thomas Stewart – Titurel: Karl Ridderbusch – Gurnemanz: Franz Crass – Parsifal: James King – Klingsor: Donald McIntyre – Kundry: Gwyneth Jones – Chor und Orchester der Bayreuther Festspiele – Pierre Boulez (1970). *ADD
- Amfortas: Dietrich Fischer-Dieskau – Titurel: Hans Hotter – Gurnemanz: Gottlob Frick – Parsifal: René Kollo – Klingsor: Zoltán Kelemen – Kundry: Christa Ludwig – Wiener Staatsopernchor – Wiener Philharmoniker – Sir Georg Solti (1971/72). *ADD
- Amfortas: Theo Adam – Titurel: Fred Teschler – Gurnemanz: Ulrik Cold – Parsifal: René Kollo – Klingsor: Reid Bunger – Kundry: Gisela Schröter – Rundfunkchor Leipzig – Rundfunk-Sinfonieorchester Leipzig – Herbert Kegel (1975). *ADD
- Amfortas: José van Dam – Titurel: Victor von Halem – Gurnemanz: Kurt Moll – Parsifal: Peter Hofmann – Klingsor: Siegmund Nimsgern – Kundry: Dunja Vejzovic – Chor der Deutschen Oper Berlin – Berliner Philharmoniker – Herbert von Karajan (1979/80). *DDD
- Amfortas: Bernd Weikl – Titurel: Matti Salminen – Gurnemanz: Kurt Moll – Parsifal: James King – Klingsor: Franz Mazura – Kundry: Yvonne Minton – Tölzer Knabenchor – Chor und Sinfonieorchester des Bayerischen Rundfunks – Rafael Kubelík (1980). *ADD
- Amfortas: Simon Estes – Titurel: Matti Salminen – Gurnemanz: Hans Sotin – Parsifal: Peter Hofmann – Klingsor: Franz Mazura – Kundry: Waltraud Meier – Chor und Orchester der Bayreuther Festspiele – James Levine (1985). *DDD
- Amfortas: James Morris – Titurel: Jan-Hendrik Rootering – Gurnemanz: Kurt Moll – Parsifal: Plácido Domingo – Klingsor: Ekkehard Wlaschiha – Kundry: Jessye Norman – Chor und Orchester der Metropolitan Opera – James Levine (1988). *DDD
- Amfortas: José van Dam – Titurel: John Tomlinson – Gurnemanz: Matthias Hölle – Parsifal: Siegfried Jerusalem – Klingsor: Günter von Kannen – Kundry: Waltraud Meier – Chor der Staatsoper Berlin, Berliner Philharmoniker – Daniel Barenboim (1991). *DDD
- Amfortas: Falk Struckmann – Titurel: Ain Anger – Gurnemanz: Franz-Josef Selig – Parsifal: Plácido Domingo – Klingsor: Wolfgang Bankl – Kundry: Waltraud Meier – Chor und Orchester der Wiener Staatsoper – Christian Thielemann (2005). *DDD

## Verfilmung
Im Jahr 1982 – zum hundertsten Jubiläum der ersten Parsifal-Aufführung – schuf Hans-Jürgen Syberberg eine filmische Inszenierung des Werks. Sie spielt auf, vor und in einem 15 m langen und neun Meter breiten unterteilten Beton-Nachbau von Wagners Totenmaske. Die Musik wurde vor Drehbeginn vom Orchestre Philharmonique de Monte Carlo unter Armin Jordan eingespielt. Es sangen unter anderem Reiner Goldberg (Parsifal), Yvonne Minton (Kundry) und Wolfgang Schöne (Amfortas). Zwei Solisten dieser Aufzeichnung, Robert Lloyd (Gurnemanz) und Aage Haugland (Klingsor), spielten ihre Gesangspartien im Film. Armin Jordan verkörperte im Film die Rolle des Amfortas. Außer Kundry (Edith Clever) und Titurel (Martin Sperr) waren die übrigen Personen mit Laiendarstellern besetzt.

## Bearbeitungen und Transkriptionen
- Franz Liszt: Feierlicher Marsch zum heiligen Gral aus dem Bühnenweihfestspiel Parsifal (1882)
- Engelbert Humperdinck: 12 Auszüge aus der Oper Parsifal für Klavier vierhändig
- Sigfrid Karg-Elert: Parsifal-Vorspiel/Gralsglocken und Abendmahlsszene für Orgel
- Michael Starke: Vorspiel zu Parsifal von Richard Wagner, bearbeitet für Streichorchester (2016)

### Quellen

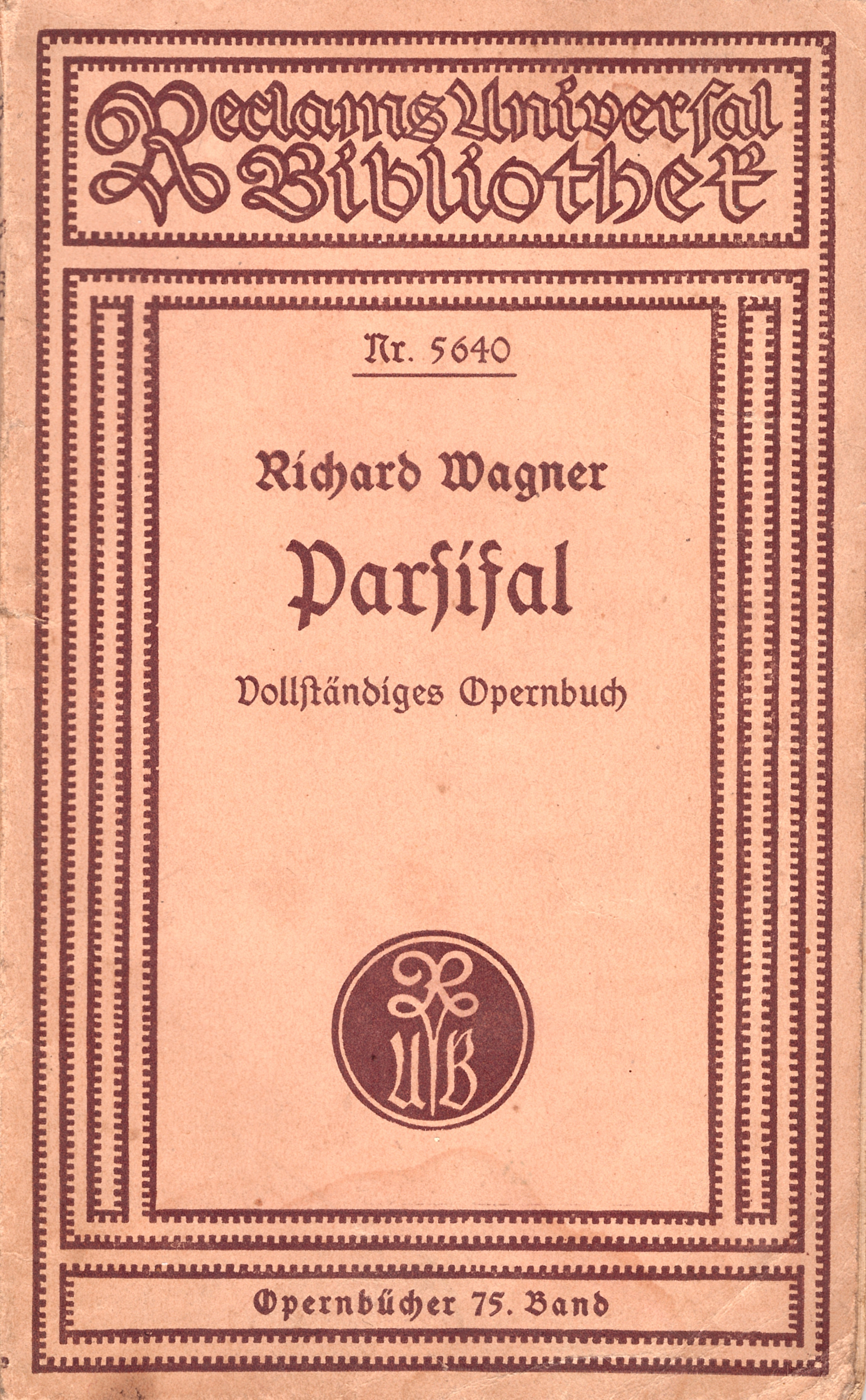
Opernbuch: „Parsifal“, Reclam Leipzig 1928

## Bibliographie